# 허광한 (전한)
허광한(許廣漢, ? ~ 기원전 61년)은 전한 후기의 환관이자 외척으로, 자는 백(伯)이며 창읍국 사람이다. 선제의 황후 공애황후 허평군의 아버지이다.

## 생애
젊을 때 창읍애왕의 낭(郞)을 지냈는데, 무제를 따라 감천궁에 갔을 때 실수로 다른 낭의 안장을 자신의 말에 얹었다. 곧 안장을 도둑질한 것으로 몰려 죽게 되었으나, 대신에 궁형을 받고 환관이 되었다. 훗날 환자승(宦者丞)이 되었는데, 상관걸이 모반하였을 때 증거품을 찾아내지 못한 책임을 물어 액정(掖庭)으로 쫓겨나 폭실대부(暴室大夫)가 되었다.
한편 반란을 일으킨 여태자의 손자인 유병이가 액정에서 보살핌을 받고 있었는데, 허광한은 그와 같은 관사에서 살았다. 액정령(掖庭令) 장하는 본래 유거의 속관이었기 때문에 유병이를 매우 극진히 보살폈고, 자신의 손녀딸을 그에게 시집보내려 하였으나 동생 장안세의 만류로 그만두었다.
당시 허광한의 딸 허평군은 나이가 14 ~ 15세로, 내자령(內者令) 구후씨(歐侯氏) 집안으로 시집을 갈 예정이으나 마침 구후씨의 아들이 죽고 말았다. 한편 허광한의 아내는 딸의 관상을 알아보니 매우 존귀해질 상이라고 하였기 때문에 매우 기뻐하였다. 장하는 허광한에게 딸이 있다는 사실을 알고는 그에게 술을 대접하며 허평군을 유병이에게 시집보낼 것을 권하였고, 허광한은 승낙하였다. 아내는 이를 알고 노하였으나, 허광한은 결국 허평군을 유병이에게 시집보냈다. 유병이는 자신의 할머니의 집안인 사(史)씨와 함께 허광한의 동생 허순·허연수를 의지하였다. 한편 허평군은 혼인한 이듬해에 아들 유석을 낳았다.
원평 원년(기원전 74년), 소제가 죽고 창읍왕 유하가 즉위하였으나 곧 폐위되었다. 곧 유병이가 황제로 옹립되었고(선제), 허평군은 후궁이 되었다. 대신들은 대장군 곽광의 딸이 황후가 될 것이라 생각하였으나, 곧 선제의 의중을 파악하고 허평군을 황후로 세울 것을 주청하였다. 그러나 곽광은 허광한이 원래 죄인이었다는 이유로 열후에 봉하지 않고, 창성군(昌成君)에 봉하였다.
훗날 유석이 태자가 되었을 때 허광한은 평은후(平恩侯)에 봉해지고 특진이 더해졌다.
신작 원년(기원전 61년)에 죽으니, 시호를 대(戴)라 하였다. 아들이 없어 봉국이 폐지되었으나, 훗날 허연수의 아들 허가가 뒤를 이었다.

## 출전
- 반고, 《한서》 권97상 외척전 上